# Flärke
Flärke (Zuid-Samisch: Flierke) is een plaats in de gemeente Örnsköldsvik in het landschap Ångermanland en de provincie Västernorrlands län in Zweden. De plaats heeft 74 inwoners (2005) en een oppervlakte van 22 hectare.